# Alkmaar Zaanstreek (femminile)
L'Alkmaar Zaanstreek, meglio conosciuto come AZ o AZ Alkmaar, è una società calcistica femminile olandese con sede ad Alkmaar, sezione femminile dell'omonimo club maschile. È stata attiva dal 2007 al 2011, vincendo per 3 volte il campionato e per una volta la coppa nazionale. Nel 2023 la squadra è stata riattivata e iscritta all'Eredivisie, la massima serie del campionato olandese.

## Storia
La squadra nacque nel 2007, anno di fondazione dell'Eredivisie, campionato olandese di calcio femminile.
Nei primi 3 anni di storia vinse tre titoli nazionali, arrivando davanti al Willem II nel 2008, al Willem II e all'ADO Den Haag nel 2009, al solo ADO Den Haag nel 2010. Nel 2011 trionfò invece in Coppa dei Paesi Bassi battendo 2-0 in finale l'Heerenveen. Prese parte anche a 3 edizioni della Women's Cup/Women's Champions League, uscendo in un caso nel girone preliminare e negli altri due ai sedicesimi di finale.
Nel 2011 l'AZ Alkmaar annunciò la chiusura della sezione femminile, per problemi finanziari. Per tutti i quattro anni di attività la squadra fu allenata dall'olandese Ed Engelkes.
Dopo aver attivato una collaborazione tra le due società già nel 2022, nell'estate 2023 la società ha rilevato la licenza di partecipazione alla stagione 2023-24 di Eredivisie del VV Alkmaar, tornando a giocare in massima serie dopo dodici anni di assenza. Il campionato è stato poi concluso al nono posto.

## Colori e simboli

### Colori
Il completo da gioco principale dell'AZ è rosso con maniche, pantaloncini e calzettoni bianchi, mentre il secondo completamente nero.

### Simboli ufficiali

#### Stemma
Lo stemma adottato dall'AZ raffigura la sigla AZ in nero su sfondo bianco e rosso.

## Strutture

### Stadio
Tra il 2007 e il 2011 l'AZ ha disputato le sue partite interne all'AFAS Stadion di Alkmaar, stesso stadio della squadra maschile, o al TATA Steel Stadion di Velsen-Zuid.

## Palmarès

### Competizioni nazionali
- Campionato olandese: 3

2007-2008, 2008-2009, 2009-2010
- Coppa dei Paesi Bassi: 1

2010-2011

## Statistiche

### Partecipazione ai campionati
| Livello | Categoria  | Partecipazioni | Debutto   | Ultima stagione | Totale |
| ------- | ---------- | -------------- | --------- | --------------- | ------ |
| 1º      | Eredivisie | 5              | 2007-2008 | 2023-2024       | 5      |

### Partecipazione alle coppe
| Competizione                  | Partecipazioni | Debutto   | Ultima stagione | Totale |
| ----------------------------- | -------------- | --------- | --------------- | ------ |
| Coppa dei Paesi Bassi         | 5              | 2007-2008 | 2023-2024       | 5      |
| UEFA Women's Cup              | 1              | 2008-2009 | 2008-2009       | 3      |
| UEFA Women's Champions League | 2              | 2009-2010 | 2010-2011       | 3      |